# Quỳnh Dao (nhà thơ)
Quỳnh Dao (1918–1947) là một nhà thơ Việt Nam trong phong trào Thơ mới.

## Thân thế
Nhà thơ Quỳnh Dao có tên thật là Đinh Nho Diệm, sinh tháng 1 năm 1918 (cuối năm Đinh Tỵ), quê ở làng Gôi Mỹ, xã Sơn Hòa, huyện Hương Sơn, tỉnh Hà Tĩnh.
Ông là hậu duệ của Đồng tiến sĩ Đinh Nho Công và Hoàng giáp Đinh Nho Hoàn. Cha ông là Đinh Nho Huề, một nhà nho tham gia các phong trào yêu nước. Em trai ông Đinh Phạm Thái là Giáo sư, Tiến sĩ khoa học và cũng là một nhà thơ.
Năm 1928, cụ Huề do tham gia hội kín mà bị thực dân Pháp bắt giữ. Khi đó ông mới 11–12 tuổi, hàng ngày vào tù đưa cơm cho cha. Ông đã dùng tiếng Pháp giao tiếp với sếp bốt người Pháp. Người này vì nể phục cậu bé mà thả cụ Huề ra sớm.

## Cuộc đời
Năm 16 tuổi, Quỳnh Dao đã ứng khẩu họa thơ.
Năm 1936, khi mới 19 tuổi, ông cùng với Liêu Kỳ Lộc xuất bản chung tập thơ Tiếng chuông chiều ở Hà Nội, chịu ảnh hưởng của Trường thơ loạn do Hàn Mặc Tử, Chế Lan Viên chủ xướng. Năm 1937, ông đã có nhiều tác phẩm thơ trữ tình, tản văn, truyện ký và bình luận văn chương đăng đều ở trên báo, cũng làm chủ bút cho tờ Tiểu thuyết thứ năm (1937–1940).
Năm 1939, ông cho in tập thơ Tơ trăng gồm 25 bài thơ với lời ghi "Tập thơ này không bán, chỉ để tặng nhà báo và thi sỹ". Tập thơ được các nhà phê bình văn học lúc bấy giờ như Lê Tràng Kiều, Hoài Thanh, Hoài Chân khen ngợi.
| “ | ...Chưa bao giờ các bạn mến thơ, yêu thơ được vừa lòng, được say sưa như bây giờ... Những vần mơ màng của Quỳnh Dao, những vẫn nhẹ nhàng của Anh Thơ, những vần trong sáng của Đỗ Huy Nhiệm. Những vần diễm ảo của Thanh Tịnh, những vần thành thực và giản dị của Nguyễn Bính, Phạm Quang Hòa, tha thiết của Lê Thanh Xuyên. Những vần dồi dào và huyền diệu của Xuân Khai. Những vần đầy mộng ảnh, đầy âm nhạc của Yến Lan... Và những vần đặc biệt của Tchya, của Phạm Huy Thông, của Lưu Trọng Lư. –Lê Tràng Kiều, Tiểu thuyết thứ năm, số 30 (11.4.1939) | ” |

Năm 1940, Tiểu thuyết thứ năm bị đóng cửa. Ông từ Hà Tĩnh ra Hà Nội, cho xuất bản tạp chí Đông Tây tục bản, vừa làm chủ nhiệm, vừa làm chủ bút. Tờ báo đã tập hợp được nhiều cây bút tiêu biểu đương thời như Mộng Tuyết, Yến Lan, Đỗ Huy Nhiệm, Nguyễn Bính, Anh Thơ. Cũng trong thời gian này, ông có quan hệ thân thiết với Vũ Ngọc Phan, Hằng Phương, Ngân Giang, Vân Đài.
Năm 1942, tờ Đông Tây tục bản buộc phải đóng cửa sau số thứ 7, một phần do sự kiểm duyệt gắt gao của thực dân Pháp. Ông trở về quê nhà.
Năm 1944, ông bị bắt và bị giam giữ trong nhà tù Hỏa Lò. Đến lúc này nhiều người mới biết ông tham gia phong trào cách mạng từ lâu. Trong thời gian ngồi tù, ông thường sáng tác thơ văn cho tờ báo bí mật Hỏa Lò, tham gia đấu tranh cùng các tù nhân khác.
Tháng 3 năm 1945, ông tham gia cuộc vượt ngục cùng nhiều tù chính trị khác để chuẩn bị cho Cách mạng tháng Tám.
Tháng 1 năm 1946, ông ra ứng cử Đại biểu Quốc hội ở Hà Nội, nhưng không trúng cử.
Tháng 4 năm 1947, ông bị máy bay Pháp bắn chết ở Tuyên Quang. Thi hài của ông được chôn cất trên một quả đồi và vẫn đang thất lạc.

## Tác phẩm
- Tiếng chuông chiều (1936, Nhà in Thụy Ký)
- Tơ trăng (1939, Nhà in Asiatic)
- Dưới cầu Giang Tô (chưa xuất bản)
- Văn phẩm Quỳnh Dao (1999, Nhà xuất bản Thanh niên)

### Nhận xét
Hoài Thanh trong cuốn Thi nhân Việt Nam những câu trích từ bài Bài thơ Huế của Quỳnh Dao như những câu thơ hay nhất về xứ Thần Kinh:
Bài thơ Huế
Cầu trắng phau phau màu ánh sáng
Mây xanh lánh lánh cánh chim chiều
Một hàng tôn nữ cười trong nón
Sông mở lòng ra đón bóng yêu...
Tác phẩm truyện thơ Dưới cầu Giang Tô là bước chuyển mình của Quỳnh Dao từ xa rời đời thực sang gần với cuộc sống hơn. Truyện thơ kể về tình yêu của một đôi nam nữ thành Hàng Châu bị ngăn trở bởi cuộc xâm lăng của phát xít Nhật. Đây cũng là tác phẩm thơ chống phát xít Nhật đầu tiên của một nhà thơ Việt Nam, được bắt đầu sáng tác trong khoảng thời gian 1940–1942, trước khi phát xít Nhật vào Việt Nam.
Năm 1999, dưới sự nỗ lực của nhà thơ Anh Chi, Nhà xuất bản Thanh niên xuất bản Văn phẩm Quỳnh Dao, bao gồm Tơ trăng, Dưới cầu Giang Tô cùng các bài lẻ in trên Tiểu thuyết thứ năm và tạp chí Đông Tây của Quỳnh Dao.

## Gia đình
Nhà thơ Quỳnh Dao có vợ là bà Lâm Thị Bảo, từng làm việc ở Nhà máy giấy Lửa Việt và Nhà máy Thuốc lá Thăng Long. Hai người có ba người con, hai trai một gái. Một trong hai con trai là Đinh Nguyên Hà, Đảng viên Đảng Cộng sản Việt Nam, nhập ngũ và hy sinh tại chiến trường miền Nam năm 1966 ở tuổi 25.